# يوجين هوفمان
يوجين هوفمان (بالألمانية: Eugen Hoffmann)‏ هو رسام ألماني، ولد في 27 سبتمبر 1892 في درسدن في ألمانيا، وتوفي بنفس المكان في 1 يوليو 1955.